# Oh Sang-Eun
Oh Sang-Eun (en hangul 오상은, en hanja 吳尚垠, 13 de abril de 1977 en Daegu, Corea del Sur) es un jugador de tenis de mesa de Corea del Sur. Actualmente está patrocinado por la compañía tabla de productos de tenis, de Butterfly. Su clasificación Mundial había estado en el top 10 desde el Campeonato Mundial de 2005 en Shanghái, hasta abril de 2008. Su mejor clasificación fue en el número 5 en mayo de 2007.